# Skalnica jastrzębcowata
Skalnica jastrzębcowata (Micranthes hieraciifolia (Waldst. & Kit. ex Willd.) Haw.) – gatunek rośliny z rodziny skalnicowatych (Saxifragaceae). Łacińska i polska nazwa gatunkowa nawiązuje do kształtu liści, podobnych do liści jastrzębca. Polska zwyczajowa nazwa rodzajowa wynika z klasyfikacji tego gatunku tradycyjnie do rodzaju skalnica Saxifraga, z którym rośliny z rodzaju Micranthes okazały się odlegle spokrewnione.

## Rozmieszczenie geograficzne
Występuje w północnych regionach Ameryki Południowej oraz na Syberii i we wschodniej części Rosji. Jest gatunkiem arktyczno-alpejskim, na północy sięga aż po wschodnie wybrzeże Grenlandii i archipelag Svalbard. Na Spitsbergenie zanotowano jego występowanie na 79°55' szerokości geograficznej. W Polsce występuje tylko w Tatrach.

## Morfologia
ŁodygaGruby, bezlistny i gruczołowato owłosiony pęd kwiatowy osiągający wraz z kwiatostanem wysokość 10–30, wyjątkowo do 50 cm. Pod ziemią skośne, grube kłącze. Włoski porastające pęd są krótsze od średnicy pędu.
LiścieWszystkie w różyczce. Mają długość 2–7 cm, jajowaty lub odwrotnie jajowaty kształt i zaostrzony koniec. Są drobno ząbkowane lub niemal całobrzegie. Brzegi liści kędzierzawo owłosione. Wyrastają na owłosionych ogonkach o długości  1–3 (4) cm. Włoski na ogonku są krótsze od średnicy ogonka. Górna powierzchnia liści naga, jasnozielona, dolna czerwonobrązowa, naga lub delikatnie owłosiona. Na ząbkach brzegów liści wyraźnie widoczne wypotniki, jednak niewydzielające wapna.
KwiatyZebrane w kłosokształtne wiechy o długości 1–10 cm. Kwiaty ścieśnione, wyrastające na bardzo krótkich szypułkach. Na jednym pędzie jest 5–16 kwiatów. Każdy z nich ma 5 działek kielicha i 5 płatków korony. Działki kielicha wolne, fioletowe, o tej samej długości co płatki korony, nagie, tępe, po przekwitnięciu odgięte. Płatki zielonawe lub czerwonawe, o długości 1–3,5 mm. Pręcików 10 z nagimi nitkami i żółtymi pylnikami o długości 0,5–0,6 mm. Występują miodniki. Słupek do połowy lub do 1/3 zrośnięty z dnem kwiatowym. W każdej zalążni około 50–100 zalążków.
OwocSucha, mniej więcej kulista, nieco spłaszczona, fioletowo-czarna torebka o długości 4,5–6 mm długości i szerokości 5–7 mm. Po dojrzeniu pęka szczelinami do samej podstawy. Nasiona o długości 1–1,5 mm, brązowe, o powierzchni drobno brodawkowanej.

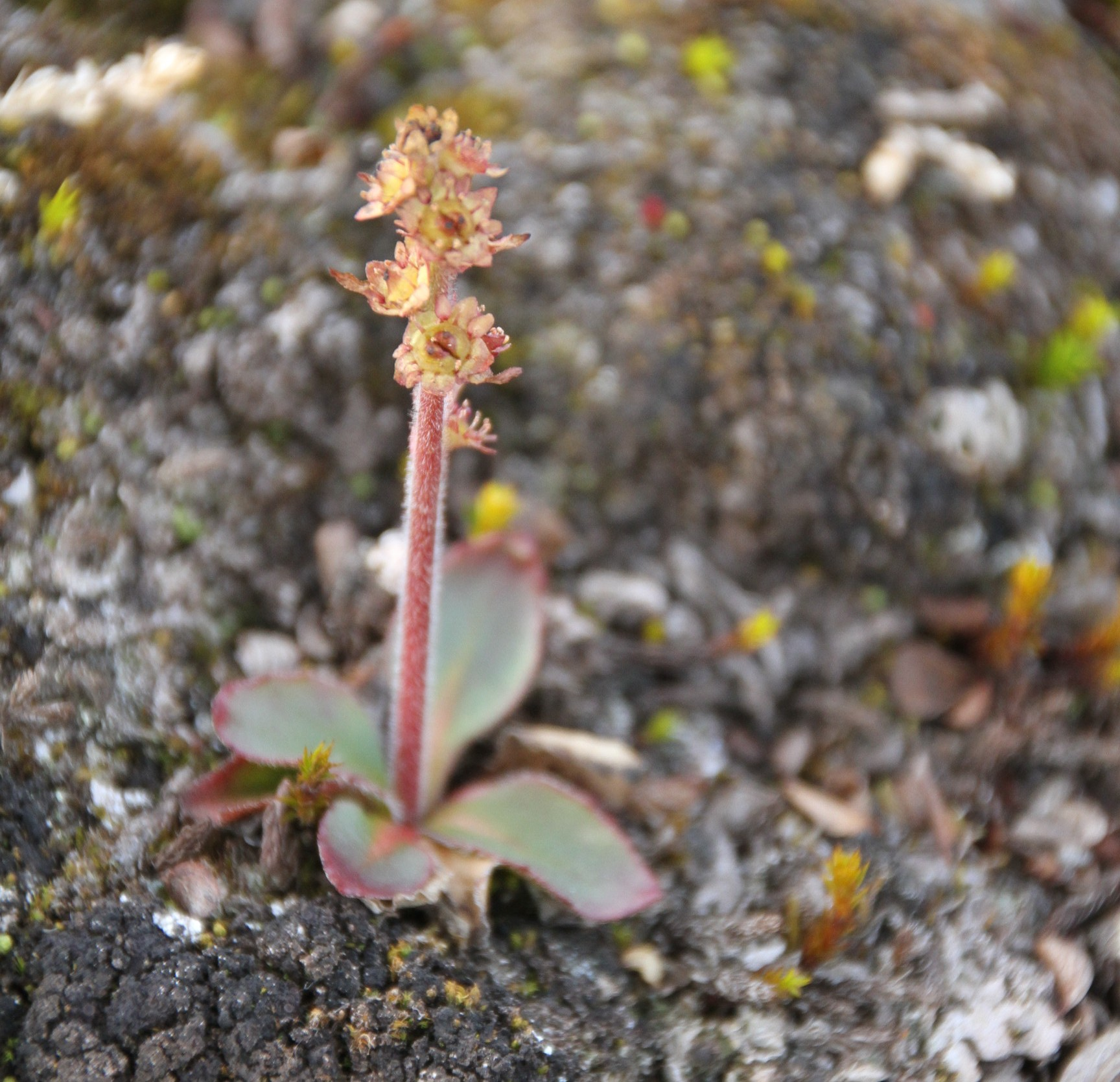
Pokrój
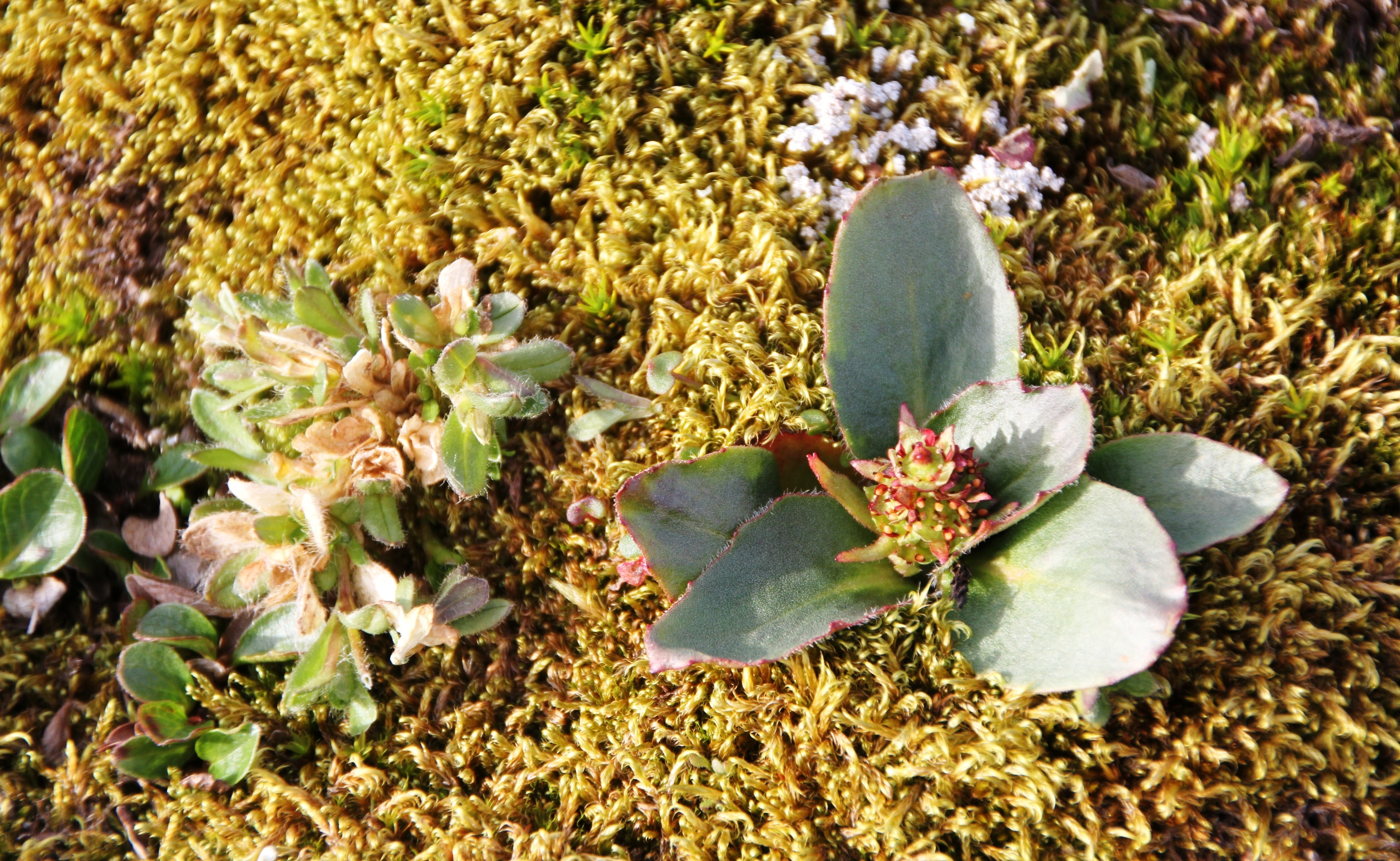
Młoda roślina
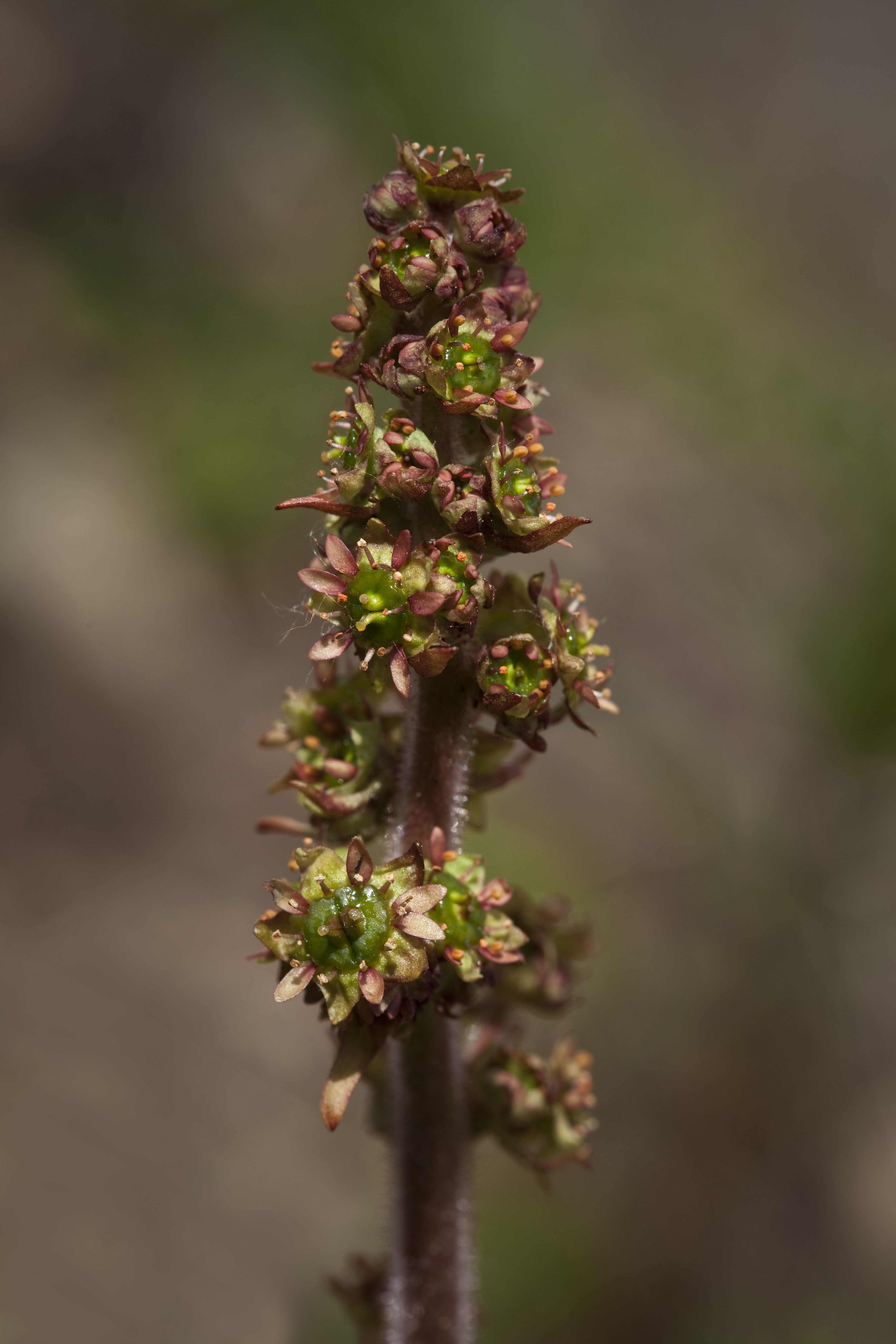
Kwiatostan

## Biologia i ekologia
- Rozwój: bylina. Kwitnie od lipca do sierpnia[10].
- Siedlisko: Występuje w tundrze oraz w wysokich górach, szczególnie na wapiennym podłożu. Preferuje miejsca wilgotne, najczęściej rośnie obok strumieni lub w zagłębieniach terenu, a także w wyleżyskach[11]. W Tatrach występuje od  piętra kosodrzewiny po piętro turniowe, głównie jednak w piętrze halnym. Rośnie na piargach, wilgotnych skałach i w murawach[5].
- Genetyka: Liczba chromosomów 2n = 56–120. Okazy różniące się liczbą chromosomów zbierano w różnych rejonach. Skalnica jastrzębcowata wykazuje duże podobieństwo do skalnicy śnieżnej (Saxifraga nivalis). Zaobserwowano występowanie form pośrednich między oboma gatunkami, być może krzyżują się one z sobą[11].